# とある科学の心理掌握
『とある科学の心理掌握』（とあるかがくのメンタルアウト）は、鎌池和馬（原作）、乃木康仁（作画）、はいむらきよたか（キャラクターデザイン）による日本の漫画作品。
KADOKAWAの『コミックNewtype』にて、2021年7月より連載中。
正式タイトルは『とある魔術の禁書目録外伝 とある科学の心理掌握』。鎌池和馬のライトノベルシリーズ『とある魔術の禁書目録』のスピンオフ作品。ライトノベル『とある魔術の禁書目録』のヒロインの一人・食蜂操祈を主人公とするスピンオフ作品。時系列は10月中旬ごろで、同作者による作品『アストラル・バディ』の続編にあたる。

## ストーリー
学園都市の「超能力者（レベル5）」の一人であり、「心理掌握（メンタルアウト）」の通称を持つ食蜂操祈は、常盤台生徒会長選の有力候補の一人となる。しかし、彼女自身の思惑とは裏腹に、選挙戦の裏で蠢く陰謀が最大派閥に牙をむく。

## 登場人物

### 主要人物
食蜂 操祈（しょくほう みさき）
声 - 浅倉杏美
本作の主人公。常盤台中学2年生。学園都市第5位の超能力者（レベル5）。

帆風 潤子（ほかぜ じゅんこ）
声 - 津田美波
常盤台中学3年生。大能力者（レベル4）。食蜂派閥のナンバー2。縦ロールの髪が特徴。

口囃子 早鳥（こばやし さとり）
声 - 荻野葉月
常盤台中学3年生。食蜂派閥の一員。強能力者（レベル3）。

警策 看取（こうざく みとり）
声 - 富田美憂
食蜂操祈の協力者でドリーのお目付け役。大能力者（レベル4）。

ドリー（Dolly）
声 - 小原好美
妹達のプロトタイプ。

### 常盤台中学
御坂 美琴（みさか みこと）
声 - 佐藤利奈
常盤台中学2年生。学園都市第3位の超能力者（レベル5）。

白井 黒子（しらい くろこ）
声 - 新井里美
常盤台中学1年生。大能力者（レベル4）。

子日 和奏（ねのひ わかな）
国蝶派閥から食蜂派閥へ送り込まれた密偵。新聞部所属。幼少期はその日その場で一番「映える」ものを見つける才能を持っていると思っていたが、本当に「持ってる」相手との次元の違いを痛感し、自分が主役の器ではないと悟って、適役だった裏方の道をいくことにした。脇役としてはそこそこ上手く演っていたが、少々抜けたところがあるので本所属での評価は低い。
雅王院 司（がおういん つかさ）
常盤台中学の生徒会副会長。小柄な少女で、お付きのメイドを引き連れる。懐中時計を愛用し、芝居がかった言動をする。相当な人誑しの才覚があり、完全なアウェイの状況から瞬く間に場に溶け込むことができる。選挙ルールぎりぎりのグレーな手段は使うが、自らの組織と世間について「未来像（ビジョン）」を持って天下国家を論じられることが、頂点に立つのに最も必要な資質と考えているので、不正を煽って分断するような無粋な謀略は使わない。普段はメイドが瑣末事を片付けてくれるので目立たないが、GPSがなければ移動教室で迷子になるほどの方向音痴。身長の低さに若干のコンプレックスがあり、わずか1年で中学生離れしたプロポーションに成長した食蜂に嫉妬している。
加巳野（かみの）
生徒会長選挙の立候補者の1人で、暫定3位。浮遊票を手中に収めるべく美琴を味方に引き入れようと、手芸部の能力者に命じて彼女が紛失したゲコ太ストラップを再現させようと画策する。
国蝶 舞結（こくちょう まゆい）
生徒会長選挙の立候補者の1人で、暫定4位。新聞部を傘下に納めている。「遺産」である「先代」に乗っ取られており、「腹腹時計」という本に擬態した「先代」を持ち歩いている。
能力は目に見えない「障壁（バリア）」を展開するもの。可視光線は透過するが、内外で電波や音は遮断される。
亥織 真白（いおり ましろ）
生徒会長選挙の立候補者の1人で、暫定5位。桃色の髪を縦ロールにしている。品位のない汚い手を嫌う高潔な性格。食蜂を密かに目標としている。「読み」の鋭さは天賦のものだが、目を離すと誰にでもついていきそうな危なっかしさがあり、必要以上に相手を痛めつけるのを嫌がる甘さも持つ。派閥の自由な活動を先輩から受け継いだ伝統として大切に思っているため、それが奪われるような行為は許さない。
能力は水力操作系で、「水鞠」と呼ぶ「人の体液に近い性質」を持った0.9%の生理食塩水を遠隔操作する。最大で掘削機でなければ貫けないほどまで硬化させられ、廊下を一面覆う規模でも操作可能。
戌伏（いぬぶし）
生徒会長選挙の立候補者の1人で、暫定6位。プライドをへし折られて拗ねており、連立を呼びかける召集も無視して不参加。
熊守 手綱（くまもり たづな）
生徒会長選挙の立候補者の1人で、暫定7位。前髪を切りすぎたことを気にして、熊耳パーカーを被っている。ルービックキューブが趣味で、常に複数個を携帯している。常盤台のどこかに隠された「遺産」を探す「伝説探し（ディガー）」の一人でもある。
辰伎 美麗（たつき みれい）
生徒会長選挙の立候補者の1人で、暫定8位。栗色の髪をおさげにしている。天真爛漫に見せて腹に一物あるタイプ。能力者の脳の構造に興味があって解剖したいと公言する危険人物で、生きた検体を解剖するために相手をじっくり観察して極めて精緻な人体イメージを脳裡に思い描く習慣がある。
能力は物質の「透過」。自身の身体が保てずぐちゃぐちゃにならないように「人体だけは透過することができない」という制限があり、透過の可否は炭素含有量によって決定される。これを応用することで、自分自身を弾として、目にも留まらぬ速度で縦横無尽に特攻を繰り返す。
寮監
声 - 生天目仁美
常盤台中学の「学舎の園」外の学生寮寮監。

夜鳴 麗華（よなき れいか）
声 - 関根明良
『とある科学の心理掌握』ドラマCDに登場。強能力者（レベル3）。中庭で食蜂の頭にプログラミング授業で製作したドローンが落下した事件の容疑者の1人。
多仲 瑞穂（たなか みずほ）
声 - 川口莉奈
『とある科学の心理掌握』ドラマCDに登場。ドローン直撃事件の容疑者の1人。
海辺 遼子（うみべ りょうこ）
声 - 河瀬茉希
『とある科学の心理掌握』ドラマCDに登場。ドローン直撃事件の容疑者の1人。
尖林 此実（せんはやし このみ）
声 - 小坂井祐莉絵
『とある科学の心理掌握』ドラマCDに登場。ドローン直撃事件の容疑者の1人。

### その他の登場人物
上条 当麻（かみじょう とうま）
声 - 阿部敦
『とある魔術の禁書目録』の主人公。無能力者（レベル0）の高校生。「幻想殺し（イマジンブレイカー）」という能力を右手に宿す。

木原 唯一（きはら ゆいいつ）
声 - 中原麻衣
木原一族の一人である若い女性。

## 用語
遺産（レリック）
生徒会選挙と平行して食蜂が追っている謎の物質。『異能を喰らう悪性腫瘍』、『生命原理を回収する貴石』、『時の組紐を掛け替える秘法』といった数々の噂がある。

## 書誌情報
- 乃木康仁（作画） / 鎌池和馬（原作） / はいむらきよたか（キャラクターデザイン） 『とある魔術の禁書目録外伝 とある科学の心理掌握』 KADOKAWA〈角川コミックス・エース〉、既刊4巻（2025年2月26日現在）
  1. 2022年2月25日発売[1]、ISBN 978-4-04-112180-1
    - 「CD付き特装版」同日発売[2]、ISBN 978-4-04-112179-5

  2. 2023年1月26日発売[3]、ISBN 978-4-04-112842-8
  3. 2024年1月10日発売[4]、ISBN 978-4-04-114737-5
    - 「鎌池和馬書き下ろし小説『じょおうのおしばい』付き特装版」同日発売[5]、ISBN 978-4-04-114738-2

  4. 2025年2月26日発売[6]、ISBN 978-4-04-115949-1